# Orden des Sterns von Anjouan

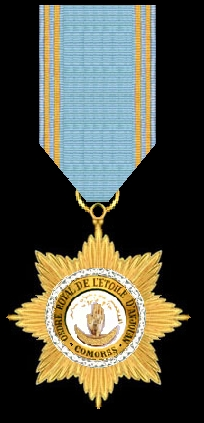
Ritterkreuz des Ordens des Sterns von Anjouan

Der Orden des Sterns von Anjouan (fr. Ordre de l'Étoile d'Anjouan) wurde 1874 durch Sultan Mohamed Saïd Omar nach dem Vorbild der französischen Ehrenlegion als Militär- und Zivilverdienstorden gestiftet. Am 12. September 1896 wurde der Orden als sogenannter Kolonialorden in das französische Ordenssystem übernommen. Per Dekret des französischen Staatspräsidenten Vincent Auriol wurde er am 1. September 1950 in Orden der französischen Übersee-Gebiete (fr. Ordre de la France d’Outre-mer) umbenannt. Mit der Stiftung des französischen Nationalverdienstordens wurde die Verleihung des Ordens des Sterns von Anjouan eingestellt.
1992 wurde in der République fédérale islamique des Comores (Jumhuriyat al-Qumur al-Itthadiyah al-Islamiyah) der Orden neu gestiftet als Ordre de l’Étoile d’Anjouan (Komoren).

## Ordensklassen
Der Orden besteht aus fünf Klassen
- Großkreuz
- Großoffizier
- Kommandeur
- Offizier
- Ritter

Nach der Übernahme in das französische Ordenssystem waren an die Verleihung des Ordens Bedingungen geknüpft. Demnach musste die auszuzeichnende Person eine mindestens dreijährige Dienstzeit in den französischen Kolonien des Indischen Ozeans (Komoren, Madagaskar, Réunion) nachweisen können, oder sich aber im französischen Mutterland besondere Verdienste um diese Kolonien erworben haben.
Am 14. Juli 1933 wurde die Statuten dahingegen verändert, dass für eine Verleihung nunmehr das 29. Lebensjahr erreicht und eine mindestens neunjährige Kolonialdienstzeit nachgewiesen sein musste.

## Ordensdekoration
Das Ordenszeichen ist ein achtstrahliger goldener Stern und zeigt im weiß emaillierten Medaillon über einem waagrecht liegenden Halbmond eine ausgestreckte Hand. Darüber sind arabische Schriftzeichen zu sehen. Um das Medaillon verläuft ein Reif mit der Inschrift ORDRE ROYAL DE  ÉTOILE D’ANJOUAN COMORES (Königlicher Orden des Stern von Anjouan).

## Trageweise
Die Trageweise des Ordens war an die Ehrenlegion angelehnt. Das Großkreuz wurde an einer Schärpe von der rechten Schulter zur linken Hüfte sowie mit einem vergrößerten Ordenszeichen als Bruststern auf der linken Brustseite getragen. Großoffiziere dekorierten die Auszeichnung am Band auf der linken Brustseite mit einer Rosette sowie einem Bruststern auf der rechten Brustseite. Kommandeur trugen die Auszeichnung als Halsorden. Offiziere und Ritter trugen die Auszeichnung am Band auf der linken Brustseite. Offiziere zusätzlich mit einer Rosette auf dem Band.
Das Ordensband war ursprünglich rot mit weißen Randstreifen. Da die Ähnlichkeit zum roten Band der Ehrenlegion zu groß war, entschloss man sich am 5. Dezember 1899 zu einem hellblauen Band mit zwei schmalen orangen Randstreifen.

Bandschnallen des Ordens des Sterns von Anjouan
Großkreuz
Großoffizier
Kommandeur
Offizier
Ritter

## Bekannte Träger
- Michel Abalan (1920–2000), Offizier und Kolonialbeamter – Offizierskreuz
- Barcourgné Courmo (1916–1993), Politiker – Ritterkreuz
- Emile Dreyfus (1881–1965), Schweizer Unternehmer und Mäzen – Großoffizierskreuz[1]
- Théophile Tellier (1872–1955), Kolonialbeamter – Ritterkreuz